# Telecommunications Industry Association
La Telecommunications Industry Association (TIA) è un'associazione di categoria relativa all'industria delle tecnologie dell'informazione e della comunicazione, che si propone lo scopo di sviluppare norme tecniche basate sul consenso dei suoi aderenti e il cui rispetto da parte di questi ultimi avviene su base volontaria, relative al maggior numero possibile di tali tecnologie, di condurre iniziative politiche volte a rappresentare l'interesse dei suoi aderenti e di condurre ricerche di mercato nel suo settore di riferimento.
Fondata ufficialmente nel 1988, con la fusione della United States Telecommunications Suppliers Association (USTSA) e dell'Information and Telecommunications Technologies Group della Electric Industries Association (EIA), nel 2017 la TIA si è fusa con un'altra associazione di categoria del settore, il QuEST Forum, già creatore dello sistema di gestione della qualità TL 9000, relativo ai requisiti di qualità della fornitura di servizi e prodotti nel settore telecomunicazioni, aumentando così le società rappresentate. Dopo la fusione, la sede del neonato consiglio di amministrazione è rimasta quella della TIA, ad Arlington, in Virginia. Al 2022, la TIA è un organismo riconosciuto dall'American National Standards Institute che rappresenta circa 500 aziende che includono produttori di sistemi di telecomunicazione, agenzie governative, istituti accademici e fornitori di servizi.
Il reparto Standards and Technology della TIA è diviso in nove comitati di ingegneria, per un totale di oltre mille addetti del settore, che sviluppano e mantengono aggiornati diversi tipi di linee guida relative a prodotti che vanno dai telefoni cellulari, ai satelliti per telecomunicazioni, passando per il cablaggio strutturato, i dispositivi VoIP, le celle radio, ed altro ancora.
Al fine di assicurarsi la diffusione più globale possibile delle norme da essa sviluppate, la TIA è membro di altre organizzazioni quali l'Unione internazionale delle telecomunicazioni (ITU), l'Organizzazione internazionale per la normazione (ISO) e la Commissione elettrotecnica internazionale (IEC).

## Norme TIA
Tra le norme tecniche sviluppate e mantenute dalla TIA più largamente adoperate si possono citare:
1. TIA-942 - Telecommunications Infrastructure Standard for Data Centers
2. TIA-568 - Telecommunications cabling standards, used by nearly all voice, video and data networks.
3. TIA-569 - Commercial Building Standards for Telecommunications Pathways and Spaces
4. TIA-607 - Commercial grounding - earthing - standards
5. TIA-222 - Structural Standard for Antenna Supporting Structures and Antennas